# 방카슈랑스
방카슈랑스(프랑스어: Bancassurance)는 프랑스어로, 은행을 가리키는 'Banque'와 보험을 뜻하는 'Assurance'의 합성어이다. 넓은 의미에서는 은행이 보험사와 전면적인 제휴를 하거나, 은행이 보험사를 자회사로 두어 보험서비스를 제공하는 것을 말하지만, 좁은 의미에서는 단순히 은행이 보험상품을 일부 제공하여 마치 보험상품을 취급하는 대리점과 같은 역할을 하는 것을 가리킨다. 방카슈랑스를 통해 은행은 고객에게 예금, 대출, 투자상품 및 보험에 이르는 종합 금융 서비스를 제공하게 되며, 보험사는 판매 채널의 개선으로 인한 보험료 인하와 상품의 용이성을 통해 고객에게 더 좋은 상품을 제공할 수 있게 된다. 20세기 후반 이후, 미국이나, 유럽 대륙, 일본에서 시행하기 시작했으며, 대한민국도 2003년에 처음 도입하여 시행하였다. 오늘날의 방카슈랑스는 20세기 후반 이후, 많은 은행에서 지속적으로 추진하게 되면서, 2008년 종신보험과 자동차보험의 은행 판매 허용을 주 내용으로 하는 제4차 방카슈랑스 확대에 이르러 은행권과 보험권간 업무영역 다툼이 첨예하게 대립되는 사태에 이르고 있다. 간접투자자산 운용업법의 시행으로 은행과 보험사도 간접투자자산의 판매와 운용이 가능해졌다.